# Raed Fares
Raed Fares, né en 1972 à Kafranbel et mort le 23 novembre 2018 dans la même ville, est un journaliste citoyen et un révolutionnaire syrien pacifiste.

## Biographie
La vie de Raed Fares est principalement marquée par la révolution et la guerre civile syrienne. Il est père de trois enfants et agent immobilier lorsque débute le soulèvement,.
Révolutionnaire de la première heure, Raed Fares participe en 2011 aux manifestations pacifiques du Printemps arabe contre le régime de Bachar el-Assad,. Il s'impose rapidement comme le leader des militants pacifistes de la petite ville de Kafranbel, dans le gouvernorat d'Idleb,.
Kafranbel passe en 2012 sous le contrôle de l'opposition et est gérée par une administration civile,. La ville devient alors connue pour ses rassemblements avec ses pancartes, rédigées en arabe et en anglais par Raed Fares et une jeune femme, et ses dessins réalisés par le caricaturiste Ahlmad Jalal, qui sont abondamment relayés sur les réseaux sociaux,,,,.
Raed Fares devient le directeur du bureau médias de Kafranbel et en 2013, il lance une radio communautaire appelée « Radio Fresh », qui bénéfice jusqu'en 2018 de fonds américains. Les programmes sont entrecoupés par des alertes annonçant les raids aériens du régime.
Raed Fares critique la passivité de la communauté internationale, dénonce le régime de Bachar el-Assad et s'oppose aussi ouvertement aux djihadistes,,. Il déclare notamment en 2017 que « les Syriens doivent faire face à deux formes de terrorisme : le terrorisme d'Assad d'un côté, et de l'autre l'organisation État islamique et différents groupes extrémistes ».
En janvier 2014, Raed Fares échappe à une tentative d'assassinat, lorsque deux djihadistes de l'État islamique infiltrés lui tirent dessus près de son domicile,. Blessé, il est hospitalisé pendant trois mois, d'abord en Turquie, puis aux États-Unis. En octobre 2014, une mine est découverte près de sa voiture. En décembre 2014, il est enlevé par des djihadistes du Front al-Nosra et séquestré pendant trois jours. Le 17 janvier 2015, les hommes d'al-Nosra saccagent le locaux de Radio Fresh, ceux d'une ONG féminine ainsi que le bureau médias.
Le 7 octobre 2015, la ville de Kafranbel est ciblée par des bombardements russes. Raed Fares déclare à cette occasion à France 24 : « Nous sommes pris entre le marteau du régime syrien et ses alliés russes d'une part, et l'enclume des extrémistes d’autre part. Mais nous ne baissons pas les bras, nous continuerons de faire ce qu'on a toujours fait depuis le début de la révolution : résister par nos slogans et nos dessins humoristiques. On maintient donc les manifestations chaque samedi. On reste toutefois prudents. On évitera les places publiques et on se rassemblera dans de petites ruelles, à l'abri des avions de reconnaissance ».
Le 9 janvier 2016, à la suite d'une nouvelle descente d'hommes d'al-Nosra, qui saccagent les locaux de Radio Fresh, Raed Fares est arrêté, avec son collègue, le journaliste-citoyen Hadi al-Abdullah ,.
En 2016, le Front al-Nosra interdit à Radio Fresh de continuer à diffuser de la musique. Mais malgré les menaces, Raed Fares refuse de quitter la Syrie.
En 2017, il se rend au Forum d'Oslo (en), en Norvège, où il déclare notamment : « Je vous promets que la révolution syrienne va changer le visage du Moyen-Orient parce qu'elle change les êtres humains de l'intérieur. Les révolutions ce sont des idées, et aucune arme ne peut tuer des idées ».
Fin septembre 2018, Yasser al-Salim, le responsable politique de Kafranbel, est arrêté par les djihadistes de Hayat Tahrir al-Cham. Raed Fares et deux autres militants, Hammoud al-Jneid et Ali Dandouche, se sentent alors menacés et dorment chaque nuit dans des lieux différents et inhabités. Raed Fares songe alors à fuir à Maarat al-Nouman.
Le 23 novembre 2018, Raed Fares est assassiné à Kafranbel par trois hommes armés qui ouvrent le feu sur lui alors qu'il circulait au volant de son véhicule après avoir quitté la mosquée pour la prière du vendredi,,,. Il succombe à ses blessures peu après son arrivée à l'hôpital. Hammoud al-Jneid trouve également la mort,,. Seul Ali Dandouche survit à la fusillade. Le corps de Raed Fares est enterré le jour même dans sa ville natale. Selon Le Monde : « La nouvelle de sa mort a suscité une onde de choc parmi les militants des premières heures du soulèvement, dont beaucoup ont été contraints à l’exil, quand ils n’ont pas été tués ou emprisonnés ».
À l'étranger, l'assassinat de Raed Fares et d'Hammoud al-Jneid est condamné par le président français Emmanuel Macron et par James Jeffrey, le représentant spécial des États-Unis pour le conflit syrien,.